# Jana Maksimava
Jana Ėduardaŭna Maksimava, accreditata come Yana Maksimava dalla IAAF (in bielorusso Яна Эдуардаўна Максімава?; Vilnius, 9 gennaio 1989), è una multiplista bielorussa.

## Palmarès
| Anno | Manifestazione    | Sede       | Evento     | Risultato | Prestazione | Note                                     |
| ---- | ----------------- | ---------- | ---------- | --------- | ----------- | ---------------------------------------- |
| 2007 | Europei juniores  | Hengelo    | Eptathlon  | 5ª        | 5512 p.     |                                          |
| 2008 | Mondiali juniores | Bydgoszcz  | Eptathlon  | Argento   | 5766 p.     |                                          |
| 2008 | Giochi olimpici   | Pechino    | Eptathlon  | 34ª       | 4806 p.     |                                          |
| 2009 | Europei under 23  | Kaunas     | Eptathlon  | 5ª        | 5924 p.     |                                          |
| 2010 | Europei           | Barcellona | Eptathlon  | 18ª       | 5838 p.     |                                          |
| 2011 | Universiadi       | Shenzhen   | Eptathlon  | 6ª        | 5725 p.     |                                          |
| 2011 | Europei under 23  | Ostrava    | Eptathlon  | Bronzo    | 6075 p.     |                                          |
| 2012 | Mondiali indoor   | Istanbul   | Pentathlon | 8ª        | 4601 p.     |                                          |
| 2012 | Giochi olimpici   | Londra     | Eptathlon  | 17ª       | 6198 p.     |                                          |
| 2013 | Europei indoor    | Göteborg   | Pentathlon | Argento   | 4658 p.     |                                          |
| 2013 | Mondiali          | Mosca      | Eptathlon  | 20ª       | 5982 p.     |                                          |
| 2014 | Mondiali indoor   | Sopot      | Pentathlon | 6ª        | 4651 p.     | Miglior prestazione personale stagionale |
| 2014 | Europei           | Zurigo     | Eptathlon  | 16ª       | 5983 p.     |                                          |
| 2015 | Europei indoor    | Praga      | Pentathlon | 4ª        | 4628 p.     |                                          |
| 2016 | Europei           | Amsterdam  | Eptathlon  | 12ª       | 5702 p.     |                                          |
| 2017 | Europei indoor    | Belgrado   | Pentathlon | 8ª        | 4438 p.     |                                          |